# Гилфордская четвёрка и Магуайрская семёрка
«Гилфордская четвёрка» и «Магуайрская семёрка» — собирательные имена двух групп, чьи обвинения в английских судах в 1975 и 1976 годах за взрывы в пабах Гилфорда 5 октября 1974 года были в конечном итоге отменены после долгих кампаний за справедливость. «Гилфордская четвёрка» была ошибочно осуждена за взрывы, проведённые Временной Ирландской республиканской армией, а «Магуайрская семёрка» также ошибочно осуждена за изготовление и хранение взрывчатки, найденной в ходе расследования взрывов. Обвинения обеих групп в конечном итоге были объявлены "небезопасными и неудовлетворительными" и отменены в 1989 и 1991 годах соответственно после того, как они отбыли до 15–16 лет тюрьмы. Как Магуайры и «Гилфордская четвёрка», так и ряд других людей столкнулись с обвинениями, шестеро из них были обвинены в убийстве, но эти обвинения были сняты. Никто другой в итоге не был обвинён во взрывах или поставках материала. Трое полицейских были обвинены в заговоре с целью извращения правосудия и признаны невиновными.

## Гилфордская четвёрка
«Гилфордской четвёрке» были предъявлены обвинения в непосредственном участии в атаках Временной ИРА. В состав обвинённых входили:
| Подсудимый               | Возраст на момент суда | Осуждён за |
| ------------------------ | ---------------------- | --- |
| Пол Майкл Хилл           | 21                     | - Взрывы в пабах Гилфорда - Взрыв в публичном доме «Kings Arms» (Вулидж) - (отдельно) убийство британского солдата Брайана Шоу, признанное во время того же допроса |
| Джерард "Джерри" Конлон  | 21                     | - Взрывы в пабах Гилфорда |
| Патрик "Пэдди" Армстронг | 25                     | - Взрывы в пабах Гилфорда - Взрыв в публичном доме «Kings Arms» |
| Кэрол Ричардсон          | 17                     | - Взрывы в пабах Гилфорда |

После ареста все четверо обвиняемых признались в взрыве под сильным принуждением со стороны полиции. Эти заявления были позднее отозваны, но остались основанием для их рассмотрения. Позже они будут считаться результатом принуждения со стороны полиции - от запугивания до пыток, включая угрозы в отношении членов семьи. Конлон писал в своей автобиографии, что ключевым фактором в его якобы принуждённом признании является тот факт, что усиленные антитеррористические законы, принятые в начале 1970-х годов, позволили полиции удерживать подозреваемых без предъявления обвинений на срок до недели, а не прежнего ограничения в 48 часов, и что он мог бы противостоять полученному давлению, если бы действовал первоначальный срок.
Все четверо были осуждены 22 октября 1975 года за убийство и другие обвинения и приговорены к пожизненному заключению - обязательное для совершеннолетних, осуждённых за убийство. Несовершеннолетняя во время взрывов Ричардсон получила неопределённый приговор «по воле Её Величества» за убийство и пожизненный приговор за сговор. Судья Дональдсон, который также председательствовал на суде над «Магуайрской семёркой», выразил сожаление, что «Гилфордской четвёрке» не было предъявлено обвинение в государственной измене, за которую тогда приговаривали к обязательной смертной казни. С 1964 года в Великобритании не производилось никаких повешаний, за государственную измены смертная казнь продолжалась до 1998 года. Обычная практика заключалась в том, что министр внутренних дел консультировался с судьями при рассмотрении вопроса об освобождении от пожизненного заключения, а не назначал срок на суде, но судья, полагая, что к моменту освобождения он может умереть, рекомендовал 30 лет для Конлона, 35 лет для Армстронга и до "старшего возраста" для Хилла.
«Гилфордская четвёрка» "не соответствовала требованиям" участия в Ирландской республиканской армии (ИРА) в соответствии с тем, как они жили. Пэдди Армстронг и англичанка Кэрол Ричардсон жили в сквотах и занимались наркотиками и мелкими преступлениями. Конлон в нескольких пунктах своей автобиографии утверждал, что ИРА не взял бы его из-за его воровства в магазинах и других мелких преступлений, и что он был исключён из Fianna Éireann, ирландской республиканской молодёжной организации, имеющей тесные связи с Временной ИРА.

## Магуайрская семёрка
«Магуайрской семёрке» было предъявлено обвинение в хранении нитроглицерина, предположительно переданного в ИРА для изготовления бомб после того, как 3 декабря 1974 года полиция совершила налёт на дом Энн Магуайр в Западном Килберне.
Они были осуждены 4 марта 1976 года и получили следующие приговоры:
| Подсудимый               | Связь             | Возраст на момент суда | Осуждён на |
| ------------------------ | ----------------- | ---------------------- | ---------- |
| Энн Магуайр              |                   | 40                     | 14 лет     |
| Патрик Магуайр           | муж Энн           | 42                     | 14 лет     |
| Патрик Магуайр           | сын Энн и Патрика | 14                     | 4 года     |
| Винсент Магуайр          | сын Энн и Патрика | 17                     | 5 лет      |
| Шон Смайт                | брат Энн          | 37                     | 12 лет     |
| Патрик О'Нилл            | Друг семьи        | 35                     | 12 лет     |
| Патрик "Джузеппе" Конлон | Шурин Энн         | 52                     | 12 лет     |

Джузеппе Конлон приехал из Белфаста, чтобы помочь своему сыну, Джерри Конлону, на суде над «Гилфордской четвёркой». Джузеппе, у которого были проблемы с лёгкими в течение многих лет, умер в тюрьме в январе 1980 года, в то время как остальные шестеро отбыли свои сроки и были освобождены.

## Апелляции
«Гилфордская четвёрка» и «Магуайрская семёрка» попросили разрешения немедленно обжаловать свои приговоры, и им было отказано. Несмотря на это, растущее число разрозненных групп требовало пересмотра дела.
В феврале 1977 года во время судебного разбирательства по делу «Осады на Балкомб-стрит» четверо мужчин из ИРА дали указание своим адвокатам "обратить внимание на тот факт, что четыре абсолютно невинных человека отбывают массовые приговоры", ссылаясь на «Гилфордскую четвёрку». Несмотря на заявления о том, что они несут ответственность за взрывы в пабах Гилфорда, им никогда не предъявлялись обвинения в совершении этих преступлений, и «Гилфордская четвёрка» оставалась в тюрьме ещё двенадцать лет.
«Гилфордская четвёрка» безуспешно пыталась получить от министра внутренних дел ссылку на Апелляционный суд в соответствии с разделом 17 «Закона об уголовном обжаловании 1968 года» (впоследствии отменённого). В 1987 году Министерство внутренних дел выпустило меморандум, в котором признавалось, что они вряд ли являются террористами, но это не будет достаточным доказательством для апелляции.

### Кампании
После провала апелляции в суде в 1977 году ряд "одиноких голосов" публично поставил под сомнение приговор. Среди них были Дэвид Мартин из «The Leveller», Гэвин Эслер и Крис Маллин из «New Statesman» и Дэвид МакКиттрик из «Belfast Telegraph». 26 февраля 1980 года «BBC One» Северной Ирландии вышла в эфир с интервью Патрика Магуайра и Гэвину Эслеру.

### Отмена приговора Гилфордской четвёрке
В 1989 году детективы полиции графств Эйвон и Сомерсет, расследовавшие это дело, обнаружили значительные улики в связи с тем, как полиция Саррея обращалась с «Гилфордской четвёркой» и их заявлениями. Напечатанные заметки из полицейских допросов Патрика Армстронга были тщательно отредактированы. Примечания и поправки к ним соответствовали рукописным и напечатанным примечаниям, представленным на судебном заседании, что предполагало, что рукописные примечания были сделаны после проведения допросов. Представленные записи были описаны в суде как современные записи. Рукописные заметки, относящиеся к допросу Хилла, показали, что пятое заявление Хилла было взято с нарушением Правил судей и вполне могло быть неприемлемым в качестве доказательства. Информация не была предоставлена государственным обвинителям или прокуратуре, и сотрудники полиции под присягой отрицали, что такой допрос был проведён. Как сообщила полиция Саррея, записи о задержании не соответствовали времени и продолжительности заявленных допросов.
Апелляция была подана на основании других доказательств. Королевский адвокат лорд Энтони Гиффорд представлял Пола Хилла, а других представляла адвокат по правам человека Гарет Пирс. Апелляционное слушание было перенесено на январь 1990 года по просьбе «Гилфордской четвёрки», но как только были получены выводы из доклада Сомерсета и Эйвона, слушание было возобновлено, и Корона заявила, что не желает поддерживать приговоры. Лорд главный судья лорд Джеффри Лейн пришёл к выводу, что независимо от влияния содержания материалов, обнаруженных Сомерсетом и Эйвоном, или алиби, или дополнительных доказательств, которые заявители хотели представить, уровень двуличия означал, что все полицейские доказательства были подозрительными и дело для обвинения было небезопасным.
Лейн заметил:

Мы не сомневаемся в том, что эти события делают осуждение всех этих четырёх заявителей в отношении событий в Гилфорде и Вулидже небезопасным, хотя последние разоблачения не имеют прямого отношения к доказательствам, связанным с взрывом в Вулидже.
«Гилфордская четвёрка» была освобождена 19 октября 1989 года, после того как их приговоры были отменены. Пол Хилл также был осуждён за убийство британского солдата Брайана Шоу на основании его признания, находясь под стражей в полиции Саррея. Это не подпадает под действие апелляции Лейна, но он был освобождён под залог, в ожидании его апелляции против этого осуждения. В 1994 году Апелляционный суд Её Величества в Белфасте отменил обвинение Хилла в убийстве Шоу.

### Отмена приговоров Магуайрской семёрки
12 июля 1990 года Министр внутренних дел Дэвид Уоддингтон опубликовал промежуточный "Отчёт по делу Магуайр: расследование обстоятельств, связанных с обвинительными приговорами, возникшими в результате взрывов бомб в Гилфорде и Вулвидже в 1974 году", в которых критиковался судья первой инстанции Джон Дональдсон и были обнаружены нарушения правил обработки научных доказательств, признания обвинительных приговоров необоснованными и рекомендации о передаче обратно в Апелляционный суд. В отчёте "решительно критикуется решение обвинения на суде «Гилфордской четвёрки» не раскрывать защите заявление в поддержку алиби мистера Конлона". Приговоры «Магуайрской семёрке» были отменены в 1991 году.

## Последствия
Ни взрывы, ни незаконное заключение не привели к осуждению. Взрывы были, скорее всего, работой людей, связанных с «Осадой Балькомб-стрит», которые взяли на себя ответственность. Они уже отбывали пожизненное заключение, но были освобождены в соответствии с условиями Соглашения Страстной пятницы. Трое британских полицейских - Томас Стайл, Джон Дональдсон и Вернон Эттвелл - были обвинены в заговоре с целью извращения правосудия, но каждый был признан невиновным.
9 февраля 2005 года Премьер-министр Великобритании Тони Блэр принёс извинения семьям одиннадцати человек, заключённых в тюрьмы за взрывы в Гилфорде и Вулвидже, и тем, кто был ещё жив. Отчасти он сказал: "Мне очень жаль, что они подверглись такому испытанию и несправедливости... они заслуживают полного и публичного оправдания".
Римская католическая церковь наградила Энн Магуайр медалью Бенемеренти за её "замечательную способность прощать" и её общественную работу. В 1993 году Пол Хилл женился на Кортни Кеннеди, дочери убитого американского сенатора Роберта Ф. Кеннеди и племяннице убитого президента Джона Ф. Кеннеди. В 1999 году у них родилась дочь, в 2006 году они развелись. Их дочь, Сирша Кеннеди-Хилл, умерла в августе 2019 года в возрасте 20 лет.
У Хилла была телевизионная встреча с братом убитого солдата Брайаном Шоу, который продолжал обвинять его. Он ездил в Колумбию, чтобы присутствовать на суде над «Колумбийской троицей».
Автобиография Джерри Конлона «Доказанная невиновность» была адаптирована в сценарий к номинированному на кинопремии «Оскар» и BAFTA фильму 1993 года «Во имя отца» с Дэниелом Дэй-Льюисом, Эммой Томпсон и Питом Постлетуэйтом в главных ролях. Фильм изображает попытку Конлона восстановить свои разрушенные отношения с отцом, с которым они сидят в одной камере, но в реальной жизни Конлон никогда не делил камеру со своим отцом. Сообщается, что он договорился с правительством об окончательной выплате компенсации в районе 500 000 фунтов стерлингов.
Сара Конлон, которая провела 16 лет в кампании за то, чтобы очистить имена своего мужа и сына и смогла добиться официальных извинений, скончалась 20 июля 2008 года. Конлон поддержал Томми Шеридана в связи с выдвинутыми против него обвинениями. Конлон работал над тем, чтобы обвинительный приговор «Крейгавонской паре» был отменён до его смерти в июне 2014 года.
У Пэдди Армстронга были проблемы с алкоголем и азартными играми. В конце концов он женился и переехал в Дублин. Кэрол Ричардсон вышла замуж и вскоре после освобождения родила дочь. Она скрылась от глаз общественности и умерла в 2012 году в возрасте 55 лет.
Автобиография самого молодого члена «Магуайрской семёрки» Патрика Магуайра «Часы моего отца: история ребёнка-заключенного в Великобритании 70-х годов» была выпущена в мае 2008 года. В ней рассказывается его история до, во время и после его заключения, а также подробно описывается как это повлияло на его жизнь и жизнь его семьи.
Позже Джерри Конлон присоединился к кампании по освобождению «Крейгавонской пары», Брендана МакКонвилла и Джона Пола Вуттона, осуждённых за убийство полицейского в Северной Ирландии. Конлон скончался дома в Белфасте 21 июня 2014 года. Его семья выступила с заявлением: "Он принёс жизнь, любовь, интеллект, остроумие и силу в нашу семью в самые мрачные часы. Он помог нам выжить в том, в чём нам не суждено было выжить. Мы признаём, что то, чего он добился, борясь за справедливость для нас, имело гораздо большее значение - оно заставило закрытые глаза Мира быть открытыми для несправедливости, оно заставило признать невообразимое зло, мы считаем, что оно изменило ход истории".
Сэр Джон Дональдсон продолжил блестящую судейскую карьеру и стал Начальником судебных архивов и Главой Апелляционного суда. Само апелляционное дело "R v Maguire 1981" в настоящее время является основным делом для раскрытия защиты. В ноябре 2018 года BBC показала документальный фильм «Великая британская несправедливость: история Магуайр» с участием выживших членов семьи Магуайр .

## В популярной культуре

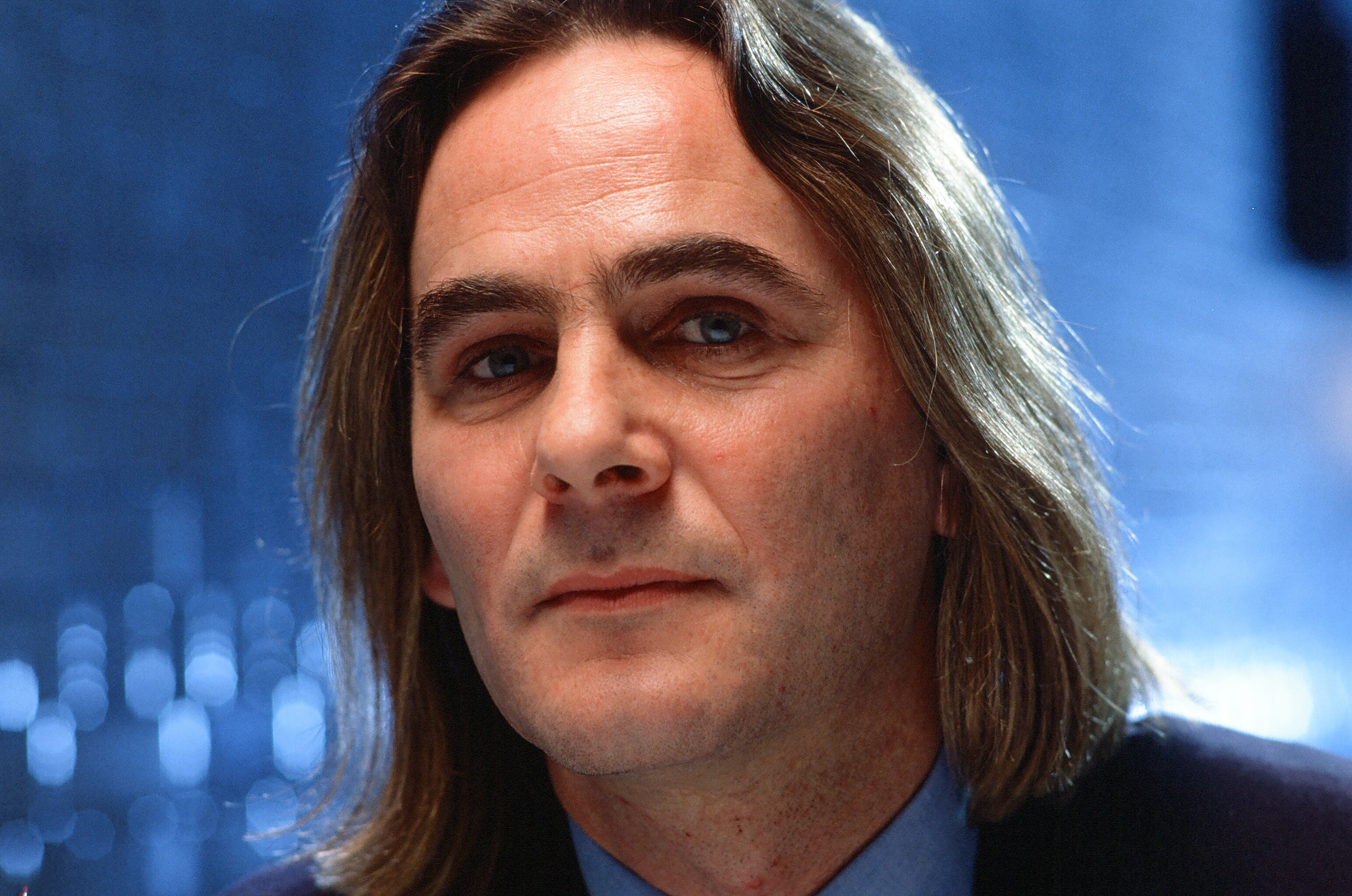
Пол Хилл в 1994 году

- В марте 1991 года Пол Хилл появился на «Channel 4» в программе «После наступления темноты» с Патриком Косгрейвом, Джей-Пи Данливи, Дэвидом Норрисом, Эмили О'Райли и Фрэнсисом Стюартом.
- В мае 1994 года Пол Хилл дал получасовую лекцию «Мнения», которая транслировалась на «Channel 4», а затем была опубликована в «The Independent»[30].
- Фильм «Во имя отца» с Дэниелом Дэй-Льюисом в главной роли был основан на истории «Гилфордской четвёрки». Фильм был номинирован на семь наград премии «Оскар».
- «Гилфордская четвёрка» упоминается в треке «Fifty in Five» австралийской хип-хоп группы «Hilltop Hoods», в котором собраны основные события последних пятидесяти лет, сведённых в пятиминутную песню.